# جون ليزلي (مؤرخ)
جون ليزلي (بالإنجليزية: John Lesley)‏ (و. 1527 – 1596 م) هو قسيس، ومؤرخ إسكتلندي، ولد في إسكتلندا، توفي عن عمر يناهز 69 عاماً.

## مناصب
تولى منصب أسقف
- رئيس الدير.

## التعليم
تعلم في جامعة باريس، وجامعة أبردين.

## روابط خارجية
- جون ليزلي على موقع الموسوعة البريطانية (الإنجليزية)